# BLID
BLID (англ. BH3-like motif containing, cell death inducer) – білок, який кодується однойменним геном, розташованим у людей на 11-й хромосомі. Довжина поліпептидного ланцюга білка становить 108 амінокислот, а молекулярна маса — 12 045.
| 10         |  | 20         |  | 30         |  | 40         |  | 50         |
| ---------- |  | ---------- |  | ---------- |  | ---------- |  | ---------- |
| MVTLLPIEGQ |  | EIHFFEILES |  | ECVLYTGWIE |  | RASGSSIYPE |  | AKARLPLEAL |
| LGSNKEPMLP |  | KETVLSLKRY |  | NLGSSAMKRN |  | VPGHVLQRPS |  | YLTRIQVTLL |
| CNSSAEAL   |  |            |  |            |  |            |  |            |

A: Аланін

C: Цистеїн

E: Глутамінова кислота

F: Фенілаланін

G: Гліцин

H: Гістидин

I: Ізолейцин

K: Лізин

L: Лейцин

M: Метіонін

N: Аспарагін

P: Пролін

Q: Глутамін

R: Аргінін

S: Серин

T: Треонін

V: Валін

W: Триптофан

Задіяний у такому біологічному процесі, як апоптоз. 
Локалізований у цитоплазмі, мітохондрії.